# Бало
Бало (фр. Balot) насеље је и општина у источном делу централне Француске у региону Бургундија-Франш-Конте, у департману Златна обала која припада префектури Монбар.
По подацима из 2011. године у општини је живело 84 становника, а густина насељености је износила 5,41 становника/km². Општина се простире на површини од 15,54 km². Налази се на средњој надморској висини од 277 метара (максималној 290 m, а минималној 223 m).

## Демографија
| 1962. | 1968. | 1975. | 1982. | 1990. | 1999. | 2011. |
| ----- | ----- | ----- | ----- | ----- | ----- | ----- |
| 139   | 141   | 103   | 96    | 93    | 93    | 84    |

График промене броја становника у току последњих година